# Trzemesna
Trzemesna – małopolska wieś leżąca na stoku Trzemeskiej Góry, zajmuje północno-wschodni obszar gminy Tuchów w powiecie tarnowskim. Przez wieś przebiega droga powiatowa K1380. W Trzemesnej znajduje się kościół parafialny i niepubliczna szkoła podstawowa. Miejscowość graniczy z Szynwałdem, Karwodrzą, Łękawką i Łękawicą.
W latach 1975–1998 miejscowość administracyjnie należała do województwa tarnowskiego.

## Nazwa
Pisownia nazwy wsi na przestrzeni wieków się zmieniała. Pojawiały się nazwy: Trzemeschno (1536), Trzemesna (1581), Trzemszna (1644), Strząmesna (1772), Trzemeśnia (1934). Mieszkańcy używali gwarowej nazwy Czomesna. W rejestrze TERYT nazwa wsi brzmiała: Trzemeszna.
1 stycznia 2013 roku rozporządzeniem Ministra Administracji i Cyfryzacji wieś zmieniła nazwę Trzemeszna na obecną. Zmianę uzasadniono tym, że nazwa Trzemesna stosowana jest w dokumentacji prowadzonej przez wszystkie instytucje działające na terenie powiatu tarnowskiego.
Trzemcha oznaczała w języku staropolskim bezdroże, kąty, zarośla, co odpowiada miejscowemu terenowi. Na pograniczu Trzemesnej oraz Szynwałdu znajduje się pagórek, otoczony podmokłymi łąkami, na którym rosną czeremchy i zwany jest Czermanicha.

## Części wsi
Integralnymi częściami Trzemesnej są: Dół, Galia, Góra, Kocioł, Od Prebendy.

## Historia
Trzemesna powstała w I. połowie XIV wieku jako wieś rycerska należąca do rodu Tarnowskich. Wieś należała do parafii św. Mikołaja w Łękawicy.  W latach 70. XVI wieku Trzemesna była częścią dóbr tarnowskich wojewody kijowskiego Konstantego Wasyla Ostrogskiego. Do II wojny światowej istniało leśnictwo Trzemesna, które wchodziło w skład dóbr Gumniska książąt Sanguszków.
W sierpniu 1944 w trzemiesieńskiej leśniczówce mieścił się szpital polowy I Batalionu „Barbara” 16. pp Armii Krajowej. Przypomina o tym głaz pamiątkowy odsłonięty 27 maja 2017 roku. 13 października 1944 w Trzemesnej rozbił się amerykański bombowiec typu B-24 „Liberator” należący do 781. Dywizjonu 465. Grupy Bombowej. Załoga wyskoczyła na spadochronach, siedmiu żołnierzy trafiło do niewoli niemieckiej (jednego z nich ujęto dopiero po sześciu tygodniach). Dowódca i radiooperator ukryci zostali przez partyzantów, po dwóch dniach przeprowadzono ich do Tarnowa. Po przesunięciu się linii frontu zostali przekazani Rosjanom i 21 lutego 1945 wrócili do bazy Pantanella we Włoszech. 11 czerwca 2017 roku w Trzemesnej odsłonięto tablicę upamiętniającą tę katastrofę.
W 1980 roku we wsi erygowano samodzielną parafię pw. Najświętszej Maryi Panny Częstochowskiej. W 1984 rozpoczęto prace przy budowie kościoła. 1 lipca 1990 konsekracji trzemiesieńskiej świątyni dokonał biskup Władysław Bobowski.